# Gamma Gruis
Désignations
Gamma Gruis (γ Gru / γ Gruis) est une étoile de la constellation de la Grue. Sa magnitude apparente est de 3,01. Elle porte également le nom traditionnel Aldhanab (arabe الذنب al-Dhanab pour « la queue » de Al-Hut, la baleine australe), officialisé par l'Union Astronomique Internationale le 5 septembre 2017.
Gamma Gruis est classée comme une étoile bleu-blanc de type spectral B8IV-Vs, ce qui indique que son spectre montre à la fois des traits d'une étoile sur la séquence principale et d'une étoile sous-géante un peu plus évoluée. Les classifications spectrales plus anciennes la classaient comme une géante bleue de type spectral B8III. La luminosité de l'étoile est égale à 373 fois celle du Soleil. D'après la mesure de sa parallaxe annuelle par le satellite Hipparcos, elle est située à environ 211 années-lumière de la Terre.